# Pudupattinam
Pudupattinam é uma vila no distrito de Kancheepuram, no estado indiano de Tamil Nadu.

## Demografia
Segundo o censo de 2001,  Pudupattinam  tinha uma população de 20,897 habitantes. Os indivíduos do sexo masculino constituem 51% da população e os do sexo feminino 49%. Pudupattinam tem uma taxa de literacia de 81%, superior à média nacional de 59.5%: a literacia no sexo masculino é de 86% e no sexo feminino é de 76%. Em Pudupattinam, 10% da população está abaixo dos 6 anos de idade.